# Lampaul-Ploudalmézeau
Lampaul-Ploudalmézeau (bretonisch Lambaol-Gwitalmeze) ist eine Gemeinde mit 815 Einwohnern (Stand 1. Januar 2022) im Département Finistère in der Bretagne in Frankreich. Sie ist Teil des Kantons Plabennec. Die Gemeinde gehört zur Communauté de communes du Pays d’Iroise.
Der Name der Gemeinde leitet sich von Lann (Kloster) und Paol (Paulinus Aurelianus) ab. Ehemalige Bezeichnungen sind Monasterium sive vulgato nomine Lanna Pauli in Plebe Telmedovia (884), Landapauli Ploedalmezeu (1467) sowie Lambaol Guitalmezeau (1787).

## Geographie
Lampaul-Ploudalmézeau liegt etwa 27 Kilometer nordwestlich von Brest direkt am Ärmelkanal. Nachbargemeinden sind Saint-Pabu, Plouguin und Ploudalmézeau. Die Gemeinde liegt zwischen den kleinen Küstenflüssen Kouer er Frout im Westen und Ribl im Osten.

## Geschichte
Lampaul-Ploudalmézeau ist auf eine von Paulinus Aurelianus gegründete Einsiedelei (an Stelle der Kirche) zurückzuführen.
In Lampaul-Ploudalmézeau wurde 1977 auf Initiative von Reun L’Hostis die erste bretonische Schule (Diwan) gegründet.

## Sehenswürdigkeiten
Siehe auch: Liste der Monuments historiques in Lampaul-Ploudalmézeau
- Kirche des Heiligen Paulinus Aurelianus: Der Bau aus dem 16. Jahrhundert wurde Mitte des 19. Jahrhunderts durch Blitzschlag teilweise zerstört und (unter Mitwirkung von Ernest Le Guerranic) anschließend wieder aufgebaut. Der Sakralbau ist seit 1926 ein französisches Kulturdenkmal.[1]
- Herrenhaus Rocervo: Von der Départementsstraße D28, die Ploudalmézeau mit Lannilis verbindet, sind Herrenhaus und Taubenturm sehr gut zu erkennen.

## Bevölkerungsentwicklung
| Jahr                       | 1962 | 1968 | 1975 | 1982 | 1990 | 1999 | 2009 | 2017 |
| Einwohner                  | 594  | 516  | 538  | 548  | 595  | 606  | 753  | 838  |
| Quellen: Cassini und INSEE |      |      |      |      |      |      |      |      |